# 은자

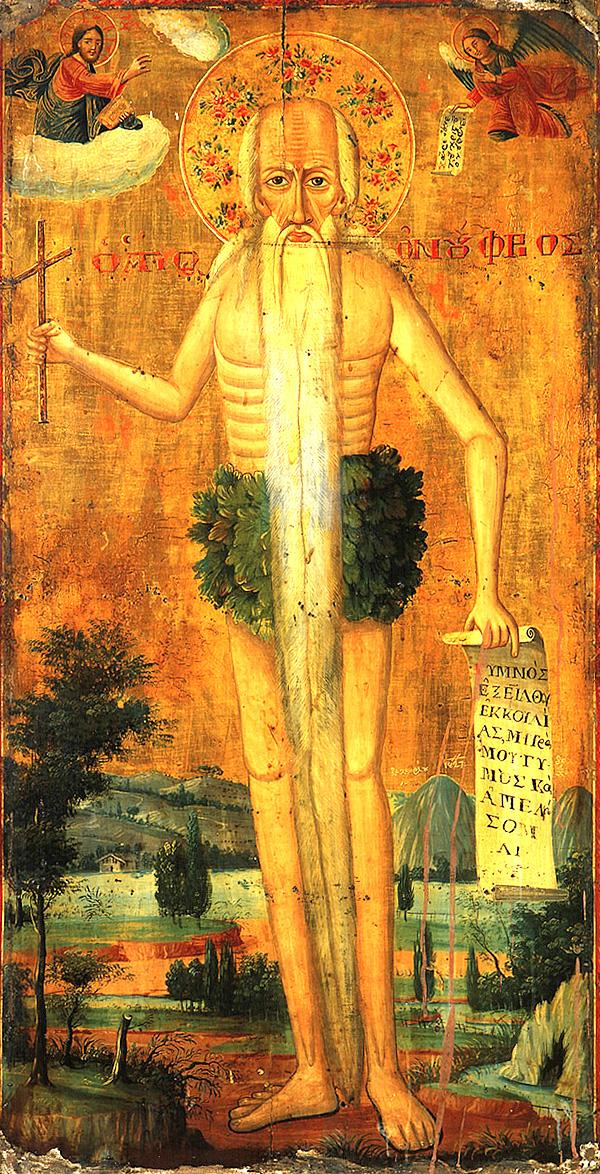

은자(隱者, hermit)는 일반 사회와의 관계를 끊고 은둔 생활하는 사람을 말한다. 특히 기독교나 불교 등 여러 종교의 종교인 또는 종교적인 배경을 가진 은자가 다수 알려져 있다.